# Miguel Ángel Brau
Miguel Ángel Brau Blánquez (Cartagena, Región de Murcia, 27 de diciembre de 2001) es un futbolista español que juega en la posición de defensa en las filas del Coventry City F. C. de la EFL Championship.

## Trayectoria
Natural de Cartagena, es hijo del exfutbolista Miguel Ángel Brau, formado en las categorías inferiores del Granada C. F.[cita requerida]
En la temporada 2020-21, tras acabar su etapa juvenil, formó parte del Club Recreativo Granada de la Segunda División B, con el que disputó ocho partidos. La siguiente participó en 25 encuentros de la Segunda División RFEF.
El 2 de septiembre de 2022 firmó en calidad de cedido por el C. F. Talavera de la Reina.
En la temporada 2023-24 regresó al Club Recreativo Granada, pero al comienzo de la temporada sufre una gravísima lesión que le mantuvo alejado de los terrenos de juego diez meses. Regresó en marzo y logró disputar ocho partidos con el filial granadino. El 24 de mayo hizo su debut con el Granada C. F. en la Primera División, en el último encuentro de liga que acabaría por derrota por 7 goles a 0 contra el Girona F. C.
En la campaña siguiente se asentó en el primer equipo y participó en 28 partidos en los que marcó dos goles. Pese a ello, optó por no renovar su contrato y se marchó al Coventry City F. C.

## Clubes
| Club                                | País       | Año       | Partidos | Goles |
| ----------------------------------- | ---------- | --------- | -------- | ----- |
| Club Recreativo Granada             | España     | 2020-2022 | 33       | 0     |
| C. F. Talavera de la Reina (cedido) | España     | 2022-2023 | 31       | 2     |
| Club Recreativo Granada             | España     | 2023-2024 | 8        | 0     |
| Granada C. F.                       | España     | 2024-2025 | 29       | 2     |
| Coventry City F. C.                 | Inglaterra | 2025-     |          |       |

Fuente: BDFutbol